# SkyDSL
skyDSL è un servizio di connessione a banda larga satellitare per l'accesso ad Internet. skyDSL è disponibile in tutta l'Europa ed è la soluzione per tutti quelli che non hanno la possibilità di disporre di ADSL per questioni di copertura, perché la trasmissione di dati da Internet si realizza direttamente attraverso un collegamento satellitare.
La connessione al satellite con skyDSL è unidirezionale. Con l'antenna satellitare è solamente possibile ricevere, ma non inviare dati o richieste direttamente al satellite. Affinché ciò sia possibile, è necessario utilizzare un canale di ritorno via Internet.
La tecnologia skyDSL permette collegamenti a banda larga con velocità massime fino a 16 Mbit/s nel Downstream; mentre la Upstream viene condotta attraverso un allacciamento telefonico normale o un cellulare. La trasmissione ad alta velocità dei dati dallo spazio funziona, come per milioni di case con TV, direttamente via satellite. Il segnale viene ricevuto dall'antenna satellitare. Uno Low Noise Block Converter (LNB) trasforma i dati ricevuti ad alta frequenza in una frequenza intermedia più bassa. Dopo, una scheda PCI installata nel PC invia questi dati all'applicazione Internet corrispondente, come per esempio ad un Browser.